# 219e division d'infanterie (Allemagne)
Pour les articles homonymes, voir 219e division d'infanterie.
La  219e division d'infanterie (en allemand : 219. Infanterie-Division ou 219. ID) est une des divisions d'infanterie de l'armée allemande (Wehrmacht) durant la Seconde Guerre mondiale.

## Création
La 219. Infanterie-Division est formée le 22 mars 1945 pour le secteur de la défense de Den Helder aux Pays-Bas.
Elle n'est pas réellement une division, son mot de code devrait faire croire à une force de défense plus puissante que la réalité.

## Organisation

### Commandants
| Date                      | Grade  | Commandant |
| ------------------------- | ------ | ---------- |
| 22 mars 1945 - ? mai 1945 | Oberst | Vehrenkamp |

## Théâtres d'opérations
- Pays-Bas : Mars 1945 - Mai 1945

## Ordres de bataille
- Stab (à partir du Festungs-Stamm-Regiment 88 Alkmaar)
- Grenadier-Regiment 177 (à partir du Georgisches Bataillon 822)
- Grenadier-Regiment 493 (à partir du Nordkaukasisches Bataillon 803)
- Grenadier-Regiment 604 (à partir du 4. Schiffs-Stamm-Abteilung)
- Füsilier-Bataillon 219 (à partir du 6. Schiffs-Stamm-Abteilung)